# Thomas Lamarre
Thomas Lamarre (* 26. Oktober 1959) ist ein US-amerikanischer Kommunikationswissenschaftler und Japanologe.

## Werdegang
Lamarre studierte Biologie, Französische Literatur und Ozeanologie an der Georgetown University in Washington, D.C. und an der Université d’Aix-Marseille. Später studierte er ostasiatische Sprache und Kultur an der University of Chicago, wo er promovierte. Seit 2007 ist er Professor für Ostasiatische Studien, Kunstgeschichte und Kommunikation an der McGill University. 2016 wurde er in die Royal Society of Canada aufgenommen.
Thomas Lamarre ist Mitherausgeber der wissenschaftlichen Fachzeitschrift Mechademia: An Annual Forum for Anime, Manga, an Fan Arts, die jährlich beim Verlag der University of Minnesota erscheint. Außerdem war er als Autor mehrerer Fachbücher und Artikel zum Thema japanische Kultur und Animation.

## Schriften
- Science, History, and Culture in the Late Meiji Period in New Directions in the Study of Meiji Japan. Helen Hardacre, E.J. Brill, 1997.
- The Order of the Senses: Poetry, Calligraphy, and Cosmology in Heian Japan. Durham: Duke University Press, 1998.
- Unstating the Classical Moment: The Logic of Forms and Forces in Heian Japan in The Classical Moment: Views From Seven Literatures. Gail Holst-Warhalst und David McCann, Oxford: Rowman and Littlefield, 1999, S. 75–97.
- Uncovering Heian Japan: An Archaeology of Sensation and Inscription. Durham: Duke University Press, 2000.
- Classical Literature in Postwar Japan in The Encyclopedia of Japanese Culture. Sandra Buckley, Routledge 2001.
- Impacts of Modernities (mit Kang Nae-hui) in Special Issue of Traces: A Multilingual Series of Cultural Theory. 2002.
- Introduction: Impacts of Modernities in Impacts of Modernities. Thomas Lamarre und Kang Nae-hui, University of Hong Kong Press, 2003, S. 1–35.
- Ritual Matters (mit Kenneth Dean) in Impacts of Modernities. Thomas Lamarre und Kang Nae-hui, University of Hong Kong Press, 2003, S. 255–292.
- Shadows on the Screen: Tanizaki Jun’ichiro on Cinema and “Oriental” Aesthetics. Thomas Lamarre, Center for Japanese Studies University of Mic, 2005.
- The Anime Machine: A Media Theory of Animation. Thomas Lamarre, Univ. Of Minnesota Press, 2009.
- The Anime Ecology: A Genealogy of Television, Animation, and Game Media. Thomas Lamarre, Univ. Of Minnesota Press, 2018.